# Dighmistsqali
Dighmistsqali (georgiska: დიღმისწყალი) är ett vattendrag i Georgien. Det ligger i den östra delen av landet, i regionen Mtscheta-Mtianeti och Tbilisi.